# Giudice istruttore
Il giudice istruttore è un giudice che, in alcuni ordinamenti, opera nella fase istruttoria del processo penale o civile.

## Caratteristiche generali
In alcuni ordinamenti di civil law il giudice istruttore è un giudice dinanzi al quale si svolge la fase del processo penale caratterizzata dall'attività istruttoria.
La fase istruttoria presenta caratteristiche proprie del modello inquisitorio: il giudice istruttore, infatti, sebbene non inizi d'ufficio il processo (essendo comunque necessario l'esercizio dell'azione penale, di solito da parte del pubblico ministero) provvede alla raccolta delle prove, avvalendosi della polizia, e al loro esame. Se, in esito a tale fase, ritiene che si possa escludere la colpevolezza dell'imputato, il giudice istruttore lo proscioglie, altrimenti dispone il suo rinvio a giudizio, al quale segue una fase processuale che si svolge dinanzi ad un diverso giudice con una procedura tipicamente accusatoria.

## Nel mondo

### Città del Vaticano
Nel diritto canonico è detto giudice istruttore (o uditore o istruttore degli atti, in latino actorum instructor) il chierico o eventualmente il laico designato dal presidente di un tribunale ecclesiastico per istruire la causa, raccogliendo le prove e trasmettendole al giudice per la decisione. Può essere scelto tra i componenti del tribunale o all'esterno, tra soggetti approvati dal vescovo diocesano.

### Germania
La figura è stata abolita anche in Germania nel 1975.

### Francia
Nell'ordinamento francese il juge d'instruction è un magistrato incaricato delle indagini, a cui sono affidate le inchieste giudiziarie.  La legge gli attribuisce un vero e proprio ruolo investigativo.
Questo è il modello al quale si sono ispirati inizialmente altri paesi, tra i quali l'Italia e il Belgio. In certi ordinamenti (come Spagna e Portogallo) è presente ma ha un ruolo ormai marginale.

### Italia
La figura del giudice istruttore era presente nel processo penale italiano disciplinato dai codici di procedura che hanno preceduto quello vigente. Era alla guida dell'ufficio istruzione del tribunale. Il codice Rocco gli aveva affidato il compito di condurre lunghe e minuziose inchieste scritte e segrete (poteva, ad esempio, interrogare i testimoni senza la presenza del difensore dell'imputato), consacrando in verbali scritti i risultati della sua attività. Il fascicolo dell'istruttoria veniva poi trasmesso al giudice del dibattimento, che lo utilizzava ai fini della decisione della causa. Nei principali tribunali, dove vi erano più giudici istruttori, questi erano coordinati dal consigliere istruttore.
Con la riforma, nella disciplina del codice attuale, entrato il vigore il 24 ottobre 1989, la figura del giudice istruttore è stata soppressa e il processo ha assunto un rito tendenzialmente accusatorio, cioè un processo non più scritto (come nel sistema inquisitorio), bensì orale e basato sul contraddittorio. Soppresso il giudice istruttore è stato introdotto il giudice per le indagini preliminari, senza autonomi poteri di iniziativa probatoria, ma con funzioni preordinate a garantire l'indagato nella fase delle indagini preliminari, mentre l'azione penale è promossa dal procuratore della Repubblica.
Prima della loro soppressione i giudici istruttori operavano presso i tribunali, di cui costituivano l'ufficio d'istruzione penale; nei tribunali più grandi l'ufficio comprendeva più giudici istruttori ed era diretto dal consigliere istruttore, in alcune sedi affiancato dal consigliere istruttore aggiunto (la denominazione deriva dal fatto che avevano la qualifica di consigliere di cassazione o d'appello).
Attualmente, è detto giudice istruttore il magistrato, membro di un collegio giudicante, che nel processo civile provvede all'istruzione della causa, trattando le questioni di fatto e diritto rilevanti per la decisione e raccogliendo i necessari elementi di giudizio. La figura è presente solo nel caso di giudici collegiali, giacché nel caso di giudice monocratico questo provvede tanto all'istruzione quanto alla decisione della causa.

### Svizzera
È stato abolito con l'entrata in vigore del nuovo codice di procedura penale federale, a partire dal 1º gennaio 2011, il ruolo è ancora presente nella giustizia militare.